# Helen (Schauspielerin)

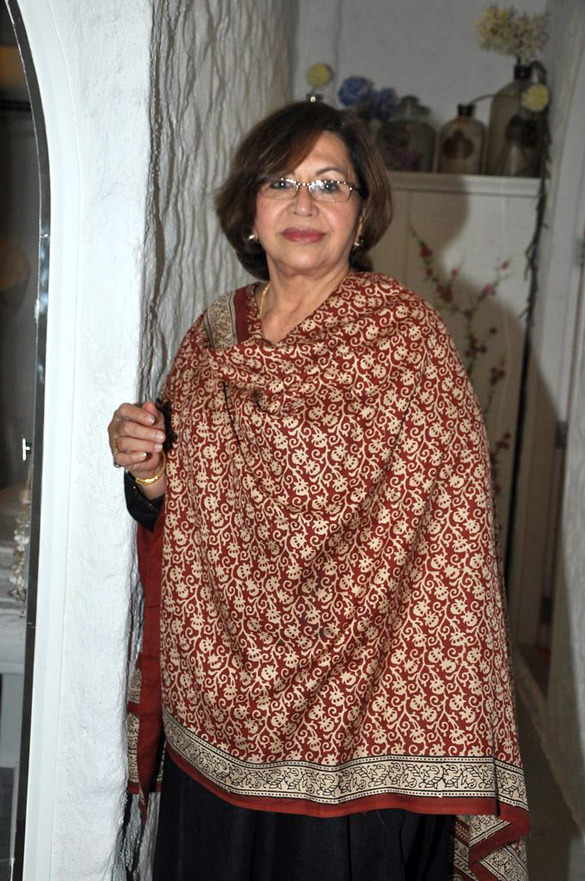
Helen

Helen Jairag Richardson (* 21. Oktober 1939 in Birma) ist eine indische Schauspielerin und ehemalige Tänzerin in Bollywoodfilmen. Sie spielte und tanzte insbesondere in den 1950er und 1960er Jahren bevorzugt in Femme-fatale-Rollen mit betont erotischer Ausstrahlung.

## Leben
Sie wurde als Tochter eines Briten und einer Birmanerin geboren. Während der Zeit des Zweiten Weltkriegs floh ihre Familie vor den japanischen Invasoren nach Indien. Helen lernte den klassischen indischen Tanz Kathak. Das Einkommen ihrer Mutter als Krankenschwester war gering, und Helen gab im Alter von ungefähr 13 Jahren ihre Schulausbildung auf, um als Tänzerin ihr Geld zu verdienen. 1951 trat sie als Gruppentänzerin in Raj Kapoors Awaara auf, und ab dem folgenden Jahr spielte sie regelmäßig in Bollywoodfilmen mit. Ihre ersten Solotanzauftritte hatte sie in Alif Laila (1952) und Hoor-e-Arab (1953). Mit ihrem Tanz zum Song Mera Naam Chin Chin Chu im Film Howrah Bridge (1958) wurde sie beim Publikum zum Star. Es folgten Auftritte als Cabaret-Tänzerin und Femme fatale. Während der 1960er Jahre war sie die bekannteste Schauspielerin des Genres.
Helen entwickelte den aus dem klassischen indischen Tanz hervorgegangenen Bollywoodtanz unter Einbindung westlicher Elemente hin zu modernen Formen, was neben ihrer anglo-birmanischen Exotik ein weiterer Grund für ihre Popularität gewesen sein mag. Sie trug oft hautfarbene enganliegende Kleidung, die den Eindruck vermittelte, sie zeige besonders viel Haut. Die Gesangsparts ihrer Tanznummern wurden häufig von der Playbacksängerin Asha Bhosle übernommen.
In den 1970er Jahren geriet ihre Karriere ins Stocken, als jüngere Schauspielerinnen Spiel- und Tanzszenen gleichzeitig übernahmen. Der Drehbuchautor Salim Khan, dessen zweite Frau sie später wurde, verhalf ihr zu Rollen als Schauspielerin in Imaam Dharam (1977), Don (1978, mit Amitabh Bachchan) und Dostana (1980). Für ihre Nebenrolle in Mahesh Bhatts Film Lahu Ke Do Rang (1979) erhielt sie schließlich den Filmfare Award als Beste Nebendarstellerin. Später zog sie sich aus dem Filmgeschäft zurück, hatte jedoch Gastauftritte in Hum Dil De Chuke Sanam (1999), Mohabbatein (2000), Dil Ne Jise Apna Kaha – Was das Herz sein Eigen nennt (2004) und Humko Deewana Kar Gaye (2006). Helen wurde 1998 mit dem Filmfare Award für ihr Lebenswerk ausgezeichnet. Sie ist die Stiefmutter der Schauspieler Arbaaz, Sohail und Salman Khan.

## Filmografie (Auswahl)
- 1962: Half Ticket
- 1978: Don